# Oost-Thürings voetbalkampioenschap 1927/28
In 1927/28 werd het veertiende voetbalkampioenschap van Oost-Thüringen gespeeld, dat georganiseerd werd door de Midden-Duitse voetbalbond. SC Apolda doorbrak de hegemonie van Jena en werd kampioen en plaatste zich voor de Midden-Duitse eindronde. De club versloeg FC Viktoria 1904 Güsten, VfL 1911 Bitterfeld en Chemnitzer BC. In de halve finale ging de club echter met de billen bloot en verloor met 16:1 van Dresdner SC. 

## Gauliga
| Plaatsa | Club                   | Wed. | W  | G | V  | Saldo | Ptn.  |
| ------- | ---------------------- | ---- | -- | - | -- | ----- | ----- |
| 1.      | SC Apolda              | 18   | 13 | 1 | 4  | 65:28 | 27:9  |
| 2.      | VfB 1910 Apolda        | 18   | 12 | 2 | 4  | 57:29 | 26:10 |
| 3.      | BC 1903 Vimaria Weimar | 18   | 10 | 4 | 4  | 50:35 | 24:12 |
| 4.      | 1. Jenaer SV 03        | 18   | 10 | 2 | 6  | 51:28 | 22:14 |
| 5.      | VfB Rudolstadt         | 18   | 9  | 0 | 9  | 44:44 | 18:18 |
| 6.      | SC 1903 Weimar         | 18   | 8  | 2 | 8  | 38:39 | 18:18 |
| 7.      | SV Kahla 1910          | 18   | 7  | 2 | 9  | 52:47 | 16:20 |
| 8.      | VfL 1906 Saalfeld      | 18   | 5  | 4 | 9  | 35:48 | 14:22 |
| 9.      | SpVgg Jena             | 18   | 4  | 3 | 11 | 28:61 | 11:25 |
| 10.     | Sportfreunde Apolda    | 18   | 1  | 2 | 15 | 20:81 | 4:32  |

|  | Kampioen, geplaatst voor Midden-Duitse eindronde |
|  | Degradatie                                       |